# Бабанинка (Белгородская область)
Бабанинка — село в Старооскольском районе Белгородской области России. Входит в состав Обуховской сельской территории.

## География
Село примыкает к административным границам Южного Промышленного района города Старый Оскол и в административно-территориальном отношении является анклавом города областного подчинения. Расположено в 22 километрах от исторического центра городской агломерации, на левом берегу реки Котёл, в низине между урочищами Обуховский лес (на севере), Чуфичевская Развилка (на западе), Городищенская Сосна (на востоке) и Бабанинская Сосна (на юге).

## История
Впервые поселение под именем хутор Бабанина зафиксировано в 1832 году в «Специальной карте Западной части Российской Империи, составленной и гравированной в 1/420000 долю настоящей величины при Военно-Топографическом Депо, во время управления генерал квартирмейстера Нейдгарта под руководством генерал-лейтенанта Шуберта».
В архивном документе 1848 года упомянут хутор Бабанин (Бабанина) села Готовьё Обуховской волости Старооскольского уезда Курской губернии, название получил по дворянской фамилии, владевшей землями в селе Готовьё, продуктовой и мануфактурной лавками в Казачке.
В 1919 году через хутор проходило наступление белогвардейских войск генерала Антона Деникина, позднее - контрнаступление советской армии под руководством Семёна Будённого.
С 30 июля 1928 года деревня Бабанинка входит в Обуховский сельский совет Старооскольского района Воронежского округа Центрально-Чернозёмной области.
В 1929 году угодья хуторской общины были коллективизированы и вошли в состав колхоза «Мировой Октябрь» (центральная усадьба — село Обуховка). По свидетельствам, упомянутым в краеведческой литературе, существование сельхозартели сопровождалось подогреваемым противящимся обобществлению земель кулаками межэтническим конфликтом между русскоязычными бабанинцами и украиноязычными обуховцами.
В 1932 году в Бабанинке был создан отдельный овощеводческий колхоз — «Пролетарий», первый председатель — Илья Рыжих. Второй год существования артели был омрачён засухой и последующим голодом.
С 3 июля 1942 года по 27 января 1943 года Бабанинка находилась в зоне немецко-фашистской оккупации.
В 1951 году колхоз «Пролетарий» был преобразован в отделение колхоза «Мировой Октябрь» (с 1981 года — совхоз «Металлург», с 1985 года  — хозрасчётное предприятие, в 1992-2023 годах  — часть агрохолдинга «Металлург»).
6 января 1954 года Указом Президиума Верховного Совета СССР образована Белгородская область. Бабанинка вошла в состав Старооскольского района новой области.
В 1960-х годах проводилась программа полной электрификации села.
В 1974 году началось строительство Оскольского электрометаллургического комбината, в трёх километрах от села, на землях колхоза «Мировой Октябрь».
В 1981 году вступила в эксплуатацию линия скоростного трамвая с остановкой «Бабанинка».
В 1982 году совхозом «Металлург» построен трёхэтажный многоквартирный дом на 26 квартир с магазином и столовой (типовой проект 90-043/1) в новом квартале Сосновый Бор.
В 1986 году открыт транспортно-пересадочный узел «Бабанинка», в состав которого вошли станция скоростного трамвая, автобусные остановки трёх направлений, путепровод и кольцевая развязка Магистрали 1-1 и автодороги Старый Оскол-Алексеевка.
В 1989 году село вошло в состав города Старый Оскол, в 2007 году было исключено из городской черты при образовании городского округа.
30 августа 1991 года решением исполкома Белгородского областного совета Бабанинский родник (карстовый источник Криница) получил статус особо охраняемой природной территории — памятника природы регионального значения, подтверждённый правительством Белгородской области в 2016 году. Тогда же долина реки Котёл в границах села получила охранный статус государственного гидрологического природного заказника площадью 35,1 га.
В 1995 году село было газифицировано, включая котельную в переулке Сосновый Бор.
В марте 2004 года в небе над селом было обнаружено аномальное излучение света.
В 2009 году при особо охраняемой природной территории создан парк Бабанинская Криница в северной части села.
В 2011 году в переулке Сосновый Бор построена котельная ТКУ-200 с двумя котлами КВА-0,12 и подводящими сетями отопления и холодного водоснабжения.
В 2012 году выполнена реконструкция сетей воздушной линии электропередач.
В 2017 году сдана первая очередь парка Сосновый Бор на западной окраине села.
12 ноября 2017 года в парке Бабанинская Криница открыта часовня в честь Курской иконы Божией Матери «Знамение».
В 2019 году урочище Бабанинская Сосна преобразовано в городской лесопарк.
В 2021 году по инициативе местного активиста Яноша Станковича при содействии депутатов Государственной Думы Николая Харитонова (КПРФ) и Николая Земцова (Единая Россия), экс-сенатора и губернатора Пензенской области Олега Мельниченко выполнена капитальная реконструкция переулка Сосновый Бор.
В 2022 году в рамках реализации петиции жителей Бабанинки на средства областного бюджета проведена реконструкция дворовой территории переулка Сосновый Бор: сооружена спортивно-игровая зона с пешеходными аллеями и автомобильная парковка на 15 машиномест. Запланировано строительство вышки сотовой связи по программе Минцифры России, однако село было дважды исключено из списка из-за дефицита оборудования.
В 2023 году проведены реконструкция Центральной улицы с обустройством пешеходной инфраструктуры в рамках национального проекта «Безопасные качественные дороги» и капитальный ремонт многоквартирного дома № 2 в переулке Сосновый Бор по губернаторской программе реконструкции бывших общежитий.
В 2024 году прошла комплексная реконструкция парка Бабанинская Криница за счёт средств федерального бюджета, построена подъездная дорога с парковочными местами.

## Население
| 1857 | 1931 | 1979 | 1989 | 1997 | 2002 | 2010 |
| ---- | ---- | ---- | ---- | ---- | ---- | ---- |
| 27   | ↗564 | ↘160 | ↗228 | ↘205 | ↘159 | ↘118 |
| 2019 | 2022 |      |      |      |      |      |
| ↗124 | ↘119 |      |      |      |      |      |

В 1857 году на хуторе Бабанин располагался один двор, 27 жителей.
В 1931 году в деревне Бабанинке проживало 564 жителя в 98 дворах.
В 1941 году в Бабанинке располагалось 98 дворов.
По результатам всесоюзных переписей в селе Бабанинка проживало в 1979 году — 160 жителей, в 1989 году — 228 жителей (102 мужчины и 126 женщин).
В 1997 году в Бабанинке насчитывалось 89 домовладений, 205 жителей.
По результатам всероссийских переписей в селе Бабанинка проживало в 2002 году — 159 жителей, в 2010 году — 118 человек.
По данным Правительства Белгородской области в селе Бабанинка проживало в 2016-2022 годах 124 жителя в 82 домовладениях.

По данным Управления Обуховской сельской территории, в августе 2022 года в селе проживало 119 человек, в том числе в переулке Сосновый Бор — 41 человек; детей — 18 человек.

## Экономика
В селе работает три промышленных (комбинат по производству кирпича и сантехнических изделий, завод переработки шин и карьер по разработке Бабанинского месторождения строительного песка) и два сельскохозяйственных (молочно-товарная ферма и пасечное пчеловодство) предприятия, предприятие по реализации строительных материалов, тяговая подстанция Старооскольского скоростного трамвая.

## Транспорт
Автомобильная дорога областного значения Магистраль 1-1 (часть автодороги Р188) и линия Старооскольского скоростного трамвая (станция Бабанинка) разделяют село на две неравные части — восточную и западную. В южной части села начинается автомобильная дорога областного значения 14К-20 «Камызино-Новоуколово-Владимировка-Обуховка», которая пересекает Магистраль 1-1 и трамвайную линию по Бабанинскому путепроводу.
На территории села расположены три автобусных остановки, через которые проходят пригородные маршруты старооскольского, чернянского и алексеевского направления, а также междугородние маршруты до Москвы (автостанция Новоясеневская), Воронежа, Курска, Белгорода, Лисок, Шебекина и Валуек.
К западу от села проходят линии Юго-Восточной железной дороги РЖД (линия Старый Оскол-Валуйки) и ведомственной железной дороги Оскольского электрометаллургического комбината группы Металлоинвест (линия Котёл-Металлургическая).
Ближайшие пассажирские железнодорожные станции — Котёл (12 км) и Голофеевка (13 км) на линии Старый Оскол-Валуйки Юго-Восточной железной дороги, до станции Старый Оскол — 23 км.
Ближайшие аэропорты местного значения — Старый Оскол (33 км), международного значения — Белгород (140 км) и Воронеж (157 км).

## Инфраструктура
В селе действует продуктовый магазин (временно закрыт), строительный магазин, газовая котельная, центральная тепловая подстанция, 2 водонапорные башни, 2 канализационные насосные станции, 5 комплексных трансформаторных подстанций, 2 шкафных распределительных пункта газа, часовня и кладбище.

## Достопримечательности
В северной части села, в парке Бабанинская Криница (на правом берегу реки Котёл), расположен Бабанинский родник — памятник природы регионального значения, пользующийся активной популярностью во время празднования Крещения Господня.
К западу от села, в урочище Чуфичевская Развилка, расположен парк отдыха Сосновый Бор одноимённого территориального общественного самоуправления.

## Праздники
В селе Бабанинка на местном уровне отмечаются:
- 19 января — Крещение Господне
- 27 января — День освобождения села от немецко-фашистских захватчиков (1943 год)
- 8 мая — День памяти павших в борьбе с нацизмом
- 12 июля — День Петра и Павла
- 10 декабря — Празднование в честь Иконы Знамение Пресвятой Богородицы

## Сельские улицы
По данным Федеральной информационной адресной системы на 01.04.2022 года, в селе Бабанинка имеется одна улица (Центральная: 68 одноквартирных жилых домов, 6 нежилых строений - комплекс молочно-товарной фермы, машинного парка, тяговая подстанция скоростного трамвая, недостроенное административное здание, 4 земельных участка) и один переулок (Сосновый Бор: 1 многоквартирный жилой дом - 26 квартир и 2 нежилых помещения, 1 нежилое строение - газовая котельная).